# Stibadocera perangusta
Stibadocera perangusta är en tvåvingeart som beskrevs av Alexander 1961. Stibadocera perangusta ingår i släktet Stibadocera och familjen mellanharkrankar. Inga underarter finns listade i Catalogue of Life.